# Катастрофа Ту-154 под Сочи
Катастро́фа Ту-154 под Со́чи — крупная авиационная катастрофа, произошедшая ранним воскресным утром 25 декабря 2016 года. Авиалайнер Ту-154Б-2 ВВС России выполнял рейс по маршруту Москва — Сочи — Латакия, но через 1 минуту и 10 секунд после вылета из Сочи рухнул в Чёрное море и полностью разрушился. Погибли все находившиеся на его борту 92 человека — 84 пассажира и 8 членов экипажа. Среди погибших были артисты военного Ансамбля Александрова и Елизавета Глинка. Ансамбль Александрова должен был выступить перед военнослужащими России, принимавшими участие в российской военной операции в Сирии.
В ноябре 2019 года расследование причин катастрофы было завершено, но его итоги были засекречены.Это была последняя катастрофа с самолетом Ту 154

## Самолёт

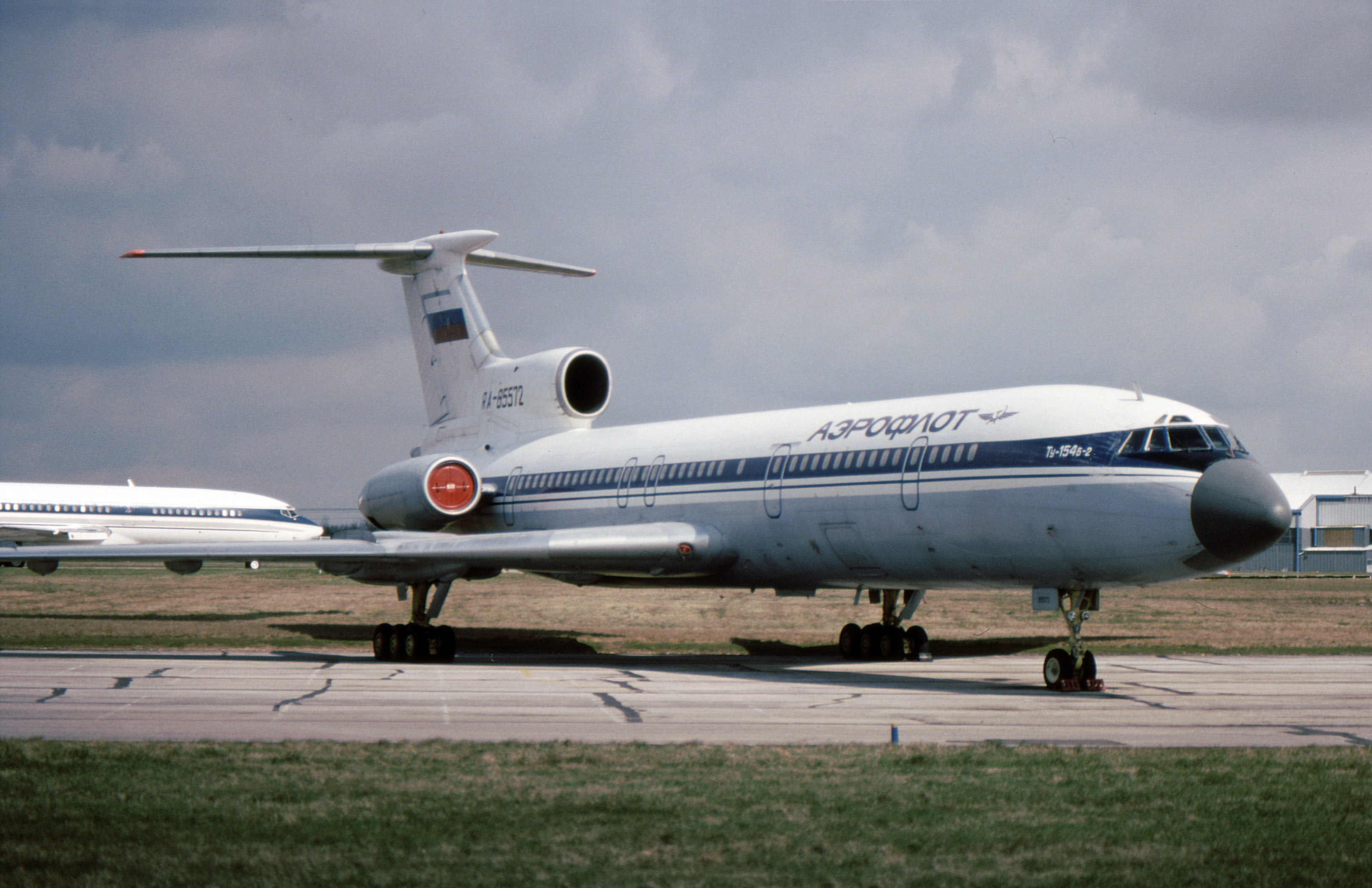
Разбившийся самолёт в 1996 году
(в ливрее «Аэрофлота»)

Ту-154Б-2 (регистрационный номер RA-85572, заводской 83A572, серийный 0572) был выпущен 29 марта 1983 года Куйбышевским авиационным заводом (КуАПО) 6 ГУ МАП СССР (ныне — завод «Авиакор»). 12 мая того же года был передан 223-му лётному отряду Министерства обороны СССР, базирующемуся на аэродроме Чкаловский (800-я авиационная база 2-го разряда). Оснащён тремя турбовентиляторными двигателями НК-8-2У производства КМПО. На день катастрофы налетал 6689 часов.
В основном летал на средние расстояния с продолжительностью полёта 1,6 часа (находился на хранении 8 раз). Последний плановый ремонт проходил 29 декабря 2014 года. Следующий плановый ремонт и продление ресурса эксплуатации намечались на 2018 год. Однако в декабре 2016 года был выполнен внеплановый ремонт на «Авиакоре» по причине течи топлива из крыльевого бака; все замечания были устранены и работы приняты военной приёмкой.
Перед вылетом самолёт прошёл все необходимые проверки и был полностью исправен.
По информации международных СМИ, за период с 1994 по 2016 годы произошло 17 авиакатастроф с участием самолётов Ту-154 (большинство из них — по причине человеческого фактора), в них погибли 1760 человек. В частности, в апреле 2010 года самолёт этого же типа разбился под Смоленском, тогда погибли президент Лех Качиньский и многие члены польского правительства.
После катастрофы 2016 года использование самолётов Ту-154, принадлежащих силовым структурам РФ, было приостановлено до выяснения причин произошедшего.

## Экипаж и пассажиры
Всего на борту самолёта находилось 92 человека — 84 пассажира и 8 членов экипажа.
Состав экипажа был таким:
- Командир экипажа — 35-летний майор Роман Александрович Волков.
- Помощник командира — 33-летний капитан Александр Сергеевич Ровенский.
- Штурман — 49-летний подполковник Александр Николаевич Петухов.
- Штурман — 34-летний капитан Андрей Владимирович Мамонов.
- Бортинженер — 29-летний старший лейтенант Валерий Николаевич Парикмахеров.
- Бортинженер по авиационному оборудованию — 51-летний майор Александр Анатольевич Трегубов.
- Бортмеханик — 25-летний старший сержант Виктор Сергеевич Сушков.
- Бортрадист — 31-летний капитан Алексей Олегович Суханов.

В числе пассажиров:
- 64 участника Академического ансамбля песни и пляски Российской Армии имени А. В. Александрова. Среди них почти все артисты хора, артисты балета, а также:
  - балетмейстер-постановщик, народный артист РФ Вячеслав Иванович Ермолин;
  - главный хормейстер, заслуженный артист РФ Константин Владимирович Майоров;
  - солисты, заслуженные артисты РФ Виктор Васильевич Санин и Григорий Леонидович Осипов;
  - художественный руководитель ансамбля, генерал-лейтенант Валерий Михайлович Халилов[14][15].
- 7 военнослужащих, не являвшихся участниками ансамбля имени Александрова.
- Три съёмочные группы федеральных телеканалов[16][17] (по трое сотрудников телекомпаний «Первый канал»[18], «Звезда»[19] и «НТВ»[20]).
- Директор департамента культуры Минобороны Антон Губанков[21] и его пресс-секретарь Оксана Бадрутдинова.
- Елизавета Глинка, глава фонда «Справедливая помощь»[22].

По информации ФСБ РФ, самолёт не перевозил ни военных грузов, ни пиротехнических средств, ни грузов двойного назначения. На его борту находились только багаж пассажиров и 150 килограммов продуктов и медикаментов.

## Хронология событий

### Катастрофа
Ту-154Б-2 борт RA-85572 совершал рейс Москва (Чкаловский, Россия) — Латакия (Хмеймим, Сирия) с промежуточной посадкой в аэропорту Сочи для дозаправки. Первоначально дозаправка планировалась в Моздоке, но из-за погодных условий была перенесена.
Лайнер вылетел из Сочи 25 декабря в 05:25 MSK (02:25 GMT) в сторону Чёрного моря. После двух правых разворотов на 90° он должен был взять курс на восток в сторону Каспийского моря. Через полминуты — в 05:26 — после отрыва от взлетной полосы самолёт пропал с экранов радаров, рухнув в море с левым креном в 1,5 км от берега севернее аэропорта.
Фактическая погода в аэропорту Сочи в момент катастрофы: ветер — 060° (северо-восточный), 4 м/с, видимость — 10 километров, высота нижней границы облаков — 1000 метров, температура воздуха +5 °C, температура точки росы +1 °C, относительная влажность воздуха — 75 %.

### Поисковая операция
25 декабря службами Министерства обороны Российской Федерации и МЧС России был начат поиск обломков самолёта и тел погибших. Поисковая операция координировалась из Национального центра управления обороной министром обороны Сергеем Шойгу. Первоначально поиск вели 7 судов, а также 5 вертолётов Ми-8. К вечеру группировка была увеличена до 32 судов и катеров. Были привлечены 109 водолазов, беспилотные летательные аппараты и телеуправляемые глубоководные аппараты «Тайгер» и «Фалькон».
К 26 декабря поисковая группа была увеличена до 3500 человек, было привлечено 45 кораблей (в том числе 7 судов Черноморского флота), 192 водолаза, глубоководные аппараты, 12 самолётов и 5 вертолётов. В поисковой операции приняло участие МЧС Абхазии.
26 декабря Минобороны сообщило об обнаружении обломков самолёта на дне Чёрного моря. Обломки находились на расстоянии 1700 метров от берега и имели радиус разброса 500 метров.
27 декабря был извлечён на поверхность первый из двух бортовых самописцев (речевой), который в дальнейшем был доставлен для снятия данных в Центральный научно-исследовательский институт ВВС. Также в этот день было обнаружено большое скопление обломков на расстоянии 4,5 километров от берега.
28 декабря был поднят на поверхность второй самописец (параметрический). Его состояние было оценено как хорошее, началась его расшифровка.
29 декабря была завершена активная фаза поисковой операции. Всего были обнаружены тела 20 человек и многочисленные останки. Найденные тела и фрагменты тел жертв катастрофы отправлялись в Москву для проведения опознания и генетической экспертизы. Были обнаружены и подняты на поверхность мелкие части самолёта, о подъёме крыльев и фюзеляжа не сообщалось.
Первые похороны прошли на Федеральном военном мемориальном кладбище 29 декабря 2016 года. В январе 2017 года, после проведения ДНК-экспертизы, были идентифицированы останки 70 погибших; их похороны состоялись 14, 16 и 17 января.
19 января 2017 года агентство «Интерфакс» сообщило, что во время подводных поисков обломков Ту-154 были обнаружены фрагменты бомбардировщика американского производства Douglas A-20 Havoc/DB-7 Boston, поставленного в СССР по ленд-лизу из США и разбившегося 15 ноября 1942 года. Также было обнаружено несколько авиабомб, которые затем были уничтожены.

## Реакция
Соболезнования в связи с катастрофой выразили руководители многих государств, главы крупнейших религиозных конфессий, деятели искусства России и других стран.
Указом президента России Владимира Путина 26 декабря было объявлено общенациональным днём траура по погибшим в результате авиакатастрофы.
26 декабря было объявлено днём национального траура и в Белоруссии. Траур был объявлен также в самопровозглашённых Донецкой и Луганской Народных Республиках.
В городе Сочи были отменены новогодние гулянья на площади Флага в ночь с 31 декабря на 1 января.
В день общенационального траура по благословению Патриарха Московского и всея Руси Кирилла были совершены панихиды по погибшим во всех храмах Русской православной церкви. Панихиды прошли во всех регионах России, а также в Свято-Троицком кафедральном соборе на набережной Бранли в Париже и Свято-Троицком храме Подворья Русской православной церкви в Белграде. 
После катастрофы родственникам погибших членов Ансамбля Александрова выдали медали «Участнику военной операции в Сирии», однако их не признали погибшими на войне.

## Расследование
В числе возможных причин катастрофы назывались техническая неисправность и ошибки экипажа или перегруз.
Также существует версия, что причиной катастрофы послужило то, что в кабине экипажа (в кресле второго пилота, осуществлявшего взлёт самолёта) находился посторонний человек, не обученный и не допущенный к полётам, который перепутал рычаги, убрав закрылки и оставив шасси. Этот человек был военным лётчиком, имевшим большой лётный опыт, но на других типах самолётов и занимавшим должность старшего инструктора-лётчика службы лётной подготовки войсковой части № 42829. Он есть в списке погибших, но «Новая газета» приняла решение не называть его фамилию по этическим соображениям. Портал «Блокнот — Новости Краснодара и Краснодарского края» пишет, что посторонним был подполковник Андрей Колосовский, который за день до катастрофы Ту-154 получил звание «Заслуженный военный лётчик» из рук президента России Владимира Путина.
Военный следственный отдел Следственного комитета (СК) Российской Федерации по Сочинскому гарнизону возбудил уголовное дело по статье 351 УК РФ («Нарушение правил полётов, повлёкшее тяжкие последствия»). Позднее дело передали в центральный аппарат СК РФ. Оперативное сопровождение расследования взяла на себя ФСБ России. Была создана комиссия Минобороны РФ во главе с замминистра обороны генералом армии Павлом Поповым. Для оказания помощи семьям погибших и содействия в ликвидации последствий катастрофы сформирована правительственная комиссия во главе с министром транспорта России Максимом Соколовым.
Специалистами был отмечен большой разброс обломков самолёта. Это могло означать, что разрушение самолёта произошло в воздухе, и давало основания для версии о теракте. Однако впоследствии предположения о теракте были изучены следствием и аргументированно исключены из списка возможных причин катастрофы; следов криминального взрыва на борту самолёта или его боевого поражения ракетой эксперты не обнаружили. При этом глава правительственной комиссии с самого начала объяснял значительный разброс обломков сильным течением: по словам Соколова, часть обломков могло отнести в сторону побережья Абхазии.
29 декабря состоялась пресс-конференция о предварительных итогах расследования. Министр транспорта Максим Соколов и начальник Службы безопасности полётов авиации Вооружённых сил РФ генерал-лейтенант Сергей Байнетов сообщили, что полёт Ту-154 продлился 70 секунд (от начала разбега), а максимальная высота, на которую поднялся лайнер, составила 250 метров при скорости 360—370 км/ч. В течение крайне короткого времени — 10 секунд, судя по данным радиообмена, — имела место «особая ситуация». На внезапность катастрофы указывает также то, что экипаж не подал сигнала бедствия.
16 января 2017 года Межгосударственный авиационный комитет (МАК) сообщил, что его представитель принимает участие в расследовании, но позже уточнил, что официальные комментарии может давать только Минобороны РФ. В процессе расшифровки и анализа данных с бортовых самописцев возникали трудности, связанные с отсутствием у Минобороны необходимого оборудования и специалистов для работы с регистраторами аналогового типа. 7 февраля газета «Коммерсантъ» сообщила о создании математической модели последнего полёта Ту-154, в которую заложены траектория полёта лайнера и полученные с бортового самописца параметры работы всех его систем, включая режим двигателей и положения рулей.
К 14 марта 2017 года техническая часть расследования катастрофы была завершена. Из выводов экспертов следует, что самолёт не падал, а разбился при посадке на воду в управляемом полёте (вместо продолжения набора высоты командир начал снижение). Причиной катастрофы могла стать дезориентация пилота в пространстве: в темноте, над морем, он не контролировал визуально положение лайнера, поскольку не видел впереди ни ориентиров, ни даже горизонта.
Однако 26 апреля 2017 года издание «Газета.Ru» опубликовало материал, согласно которому причиной катастрофы была перегрузка самолёта: якобы, после дозаправки в Адлере вес самолёта составил около 110 тонн вместо нормативных 98, причём экипаж о перегрузе не знал («Возможно, в самолёт поместили что-то сравнительно небольшое по объёму, но значительное по своему удельному весу»). 27 апреля Следственный комитет РФ опроверг версию о перегрузе.
24 мая 2017 года министр обороны России Сергей Шойгу заявил, что окончательная версия причины катастрофы «ясна на 99 %», и пообещал в скором времени назвать её.
31 мая 2017 года Минобороны России сообщило, что возможной причиной катастрофы является ошибка командира воздушного судна: «По результатам расследования установлено, что причиной происшествия могло быть нарушение пространственной ориентировки (ситуационной осведомлённости) командира воздушного судна, приведшее к его ошибочным действиям с органами управления воздушным судном».

### Итоги расследования
По просочившимся в СМИ в конце мая 2017 года документам, якобы содержащим итоги расследования, проведённого Министерством обороны РФ, следует, что катастрофа могла стать следствием ошибок командира Романа Волкова. Но на официальном сайте МО РФ информация о завершении расследования отсутствует, официального пресс-релиза опубликовано не было и пресс-конференция по итогам расследования не проводилась.
25 декабря 2017 года на официальном сайте Следственного Комитета РФ появилось сообщение, в котором, в частности, говорится: «Следствие по уголовному делу, возбуждённому по факту авиационной катастрофы 25 декабря 2016 года самолёта Ту-154 в районе аэропорта города Сочи, продолжается в установленном российским законодательством порядке». После этой даты (25 декабря 2017 года) на сайте Следственного комитета не появлялось сообщений о ходе следствия.
27 марта 2018 года анонимный источник сообщил о продлении срока расследования до 25 июля 2018 года. 12 сентября 2018 года стало известно о продлении срока следствия до 23 ноября 2018 года. 3 декабря 2018 года стало известно о продлении срока расследования до 25 марта 2019 года.
В декабре 2019 года стало известно, что уголовное дело о катастрофе было прекращено «из-за отсутствия состава преступления», причём постановление о прекращении дела составляет государственную тайну.
13 апреля 2020 года Мосгорсуд обязал пересмотреть решение о прекращении дела о катастрофе Ту-154.

## Память
- На Федеральном военном мемориальном кладбище в Мытищах (место захоронения большинства погибших) установлен памятник.
- 25 декабря 2018 года в Москве на здании Ансамбля имени Александрова (Земледельческий переулок, дом № 20) была открыта памятная доска с именами всех погибших.
- Памятная доска с именами 14 погибших артистов, выпускников и студентов Московского государственного института культуры установлена на здании МГИК.
- 30 июня 2019 года в Адлерском районе Сочи, на набережной реки Мзымта, установлен гранитный памятник погибшим в авиакатастрофе. Памятник создан за счёт средств родственников и выполнен в виде раскрытой двухметровой книги с изображением разбившегося самолёта и именами всех 92 погибших.
- Имя Елизаветы Глинки присвоено Евпаторийскому военному детскому клиническому санаторию Министерства обороны Российской Федерации.
- 25 мая 2019 года установлена памятная доска с именами 5 погибших артистов, выпускников Московского государственного института музыки им. А. Г. Шнитке установлена в МГИМ им. А. Г. Шнитке[99].